# AlsterText
Die AlsterText GmbH & Co. KG ist ein Schreibbüro für medizinische Dokumentation mit Sitz in Hamburg. Nach Unternehmensangaben werden über 50 Schreibkräfte beschäftigt (Stand: August 2024). Schwerpunkte der Geschäftstätigkeit bilden die Transkription von Diktaten sowie die Korrektur von Texten (Lektorat). Weiterhin ist das Unternehmen in den Bereichen Dokumentenmanagement und Nutzung von Spracherkennungstechnologien aktiv.

## Unternehmenshistorie
AlsterText wurde 2001 gegründet. Anfang 2006 erfolgte die Umwandlung in eine KG. Firmensitz ist Hamburg-Hammerbrook.

## Geschäftsmodell
Das Geschäftsmodell von AlsterText basiert auf einer hauseigenen geschützten Software, die die verschlüsselte Übertragung und Verarbeitung von vertraulichen Diktaten über das Internet ermöglicht.
Hauptklientel im Geschäftsbereich Schreibbüro stellen Krankenhäuser, Ärzte und Rechtsanwälte sowie Universitäten dar.
Im Geschäftsbereich Lektorat zählen vor allem Werbeagenturen, aber auch Studenten zum Kundenkreis.